# Station Hamburg Hasselbrook
Station Hamburg Hasselbrook (Bahnhof Hamburg Hasselbrook, kort: Bahnhof Hasselbrook) is een spoorwegstation in het stadsdeel Eilbek van de Duitse stad Hamburg. Het station is onderdeel van de S-Bahn van Hamburg aan de Verbindingsbaan en heeft ook een halte aan de spoorlijn Lübeck - Hamburg
Het monumentale stationsgebouw werd tussen 1905 en 1907 als kasteelachtige baksteenbouw volgens de Hannoverse School opgericht, welke in handen was van de belangrijke vertegenwoordiger in Hamburg de bouwingenieur Franz Andreas Meyer. Het station hoort tot de laatste Hamburgse station in deze stijl en werd op 12 augustus 1907 geopend. Het station was een overstappunt tussen de Hamburg-Altonaer Stadt- und Vorortbahn (voorloper S-Bahn) en de Lübecker Bahn. Het stationsgebouw werd naar plannen van architect Eugen Goebel midden jaren '90 gerenoveerd en is tegenwoordig een restaurant. De brug naar het station werd in 2007 vernieuwd, daardoor moesten de zijkanten van het station doorsneden worden, om bereikbaar te blijven. In 2009 werd de wegwijzers vervangen. Tegen eind 2015 werd een barrièrevrije uitbouw voor het S-Bahnperron afgesloten.
Het station beschikt over twee opstelsporen ten oosten van het station, welke in een bijzonder geval (storingen, extra treinen, AKN treinen) gebruikt.
Dicht bij het vroegere stationsgebouw bevindt zich een bewaard gebleven rondbunker Zombeck uit de Tweede Wereldoorlog. Het werd in 1941 in kader van het toenmalige Bunkerbouwprogramma opgericht, om reizigers en passanten bescherming te bieden bij luchtaanvallen.

## Treinverbindingen
De volgende treinseries doen het station Hasselbrook aan:
| Serie | Treinsoort                   | Route | Bijzonderheden                                                                |
| ----- | ---------------------------- | --- | ----------------------------------------------------------------------------- |
| RB 81 | Regionalbahn (DB Regio Nord) | Hamburg Hbf – Hamburg Hasselbrook – Hamburg-Wandsbek – Ahrensburg – Bargteheide – Bad Oldesloe                                 | 2x per uur Hamburg - Bargteheide, 4x per uur in de spits Hamburg - Ahrensburg |
|       | S-Bahn (DB Regio)            | Hamburg Airport – /Poppenbüttel – Ohlsdorf – Barmbek – Hasselbrook – Berliner Tor – Hauptbahnhof – Altona – Blankenese – Wedel |                                                                               |

0,0: Lübeck Hbf ·
7,5: Reecke-Niendorf ·
15,8: Reinfeld (Holst) ·
23,9: Bad Oldesloe ·
30,0: Kupfermühle ·
35,4: Bargteheide ·
39,9: Ahrensburg-Gartenholz ·
42,4: Ahrensburg ·
51,0: Hamburg-Rahlstedt Bbf ·
51,7: Hamburg-Rahlstedt ·
54,4: Hamburg-Tonndorf ·
58,2: Hamburg-Wandsbek ·
59,7: Hamburg Hasselbrook ·
62,3: Hamburg Berliner Tor ·
Hamburg Lübecker Bf ·
63,9: Hamburg Hbf